# Landkreis Delitzsch
Landkreis Delitzsch är upplöst sedan 2008.  För dagens Landkreis i området, se Landkreis Nordsachsen.
Landkreis Delitzsch var en Landkreis (län) i nordligaste delen av den tyska delstaten Sachsen,med Delitzsch som huvudort. Sedan 2008 är den upplöst och ingår i tillsammans med den före detta Landkreis Torgau-Oschatz i den nybildade Landkreis Nordsachsen, med Torgau som huvudort.

## Geografi
Landkreis Delitzsch gränsade i norr till Landkreis Bitterfeld och Landkreis Wittenberg (båda Sachsen-Anhalt), i öster Landkreis Torgau-Oschatz, i sydöst Muldentalkreis, i söder den kreisfria staden Leipzig och Landkreis Leipziger Land och i väster Saalkreis (Sachsen-Anhalt).

## Historia
Fram till 1815 tillhörde området Sachsen då det tillföll Preussen och blev en del av Provinz Sachsen. Tillsammans med resten av Provinz Sachsen tillföll man Sachsen-Anhalt efter andra världskriget. 1952 löstes landgränserna inom DDR upp och Landkreis Delitzsch blev en del av Bezirk Leipzig. Sedan 1990 tillhör man åter Sachsen.  2008 upplöstes distriktet och slogs ihop med Landkreis Torgau-Oschatz till Landkreis Nordsachsen.

## Administrativ indelning
Följande städer och Gemeinden låg i Landkreis Delitzsch (invånarantal 2005):

### Städer
- Bad Düben (8.872)
- Delitzsch (27.888)
- Eilenburg (17.580)
- Schkeuditz (18.629)
- Taucha (14.573)

### Gemeinden
- Doberschütz (4.506)
- Jesewitz (3.149)
- Kossa (2.479)
- Krostitz (4.033)
- Laußig (2.077)
- Löbnitz (2.254)
- Neukyhna (2.560)
- Rackwitz (5.454)
- Schönwölkau (2.728)
- Wiedemar (2.262)
- Zschepplin (3.313)
- Zwochau (1.132)

1. ↑  hämtat från: tyskspråkiga Wikipedia.[källa från Wikidata]